# Marie Poussepin
Marie Poussepin (Dourdan, 14 de octubre de 1653 - Sainville, 24 de enero de 1744), religiosa católica fundadora de una congregación llamada Hermanas de la Caridad Dominicas de la Presentación, dedicada a ayudar a los más desfavorecidos y más tarde se fundaron una serie de colegios católicos por Europa, África, Asia y Latinoamérica.

## Biografía
Marie poussepin nació en Dourdan el 14 de octubre de 1653. De familia pudiente, su padre Claudio Poussepin y su madre Julienne Fourrier, poseían una importante fábrica artesanal de medias de seda, oficio típico de la zona por aquel entonces.
Sus padres tuvieron siete hijos, pero solamente dos alcanzaron la edad adulta, los otros 5 fallecieron durante la infancia por enfermedades. 
Su instrucción escolar fue escasa, como era habitual por aquel entonces entre las niñas pertenecientes a su clase social.
Desde muy pequeña, amó el ser servicial y brindar ayuda a la gente necesitada, al ver que mucha gente pasaba hambre y necesidades.
Su padre murió en Dourdan el 21 de julio de 1683. Marie Poussepin quedó sola a la edad de 29 años en Dourdan con su único hermano vivo Claudio.
A los 31 años entró a trabajar en el taller de fabricación de calcetines de la familia, tras la muerte de sus padres obtuvo la responsabilidad total del negocio. luego creó una congregación llamada Hermanas de la Caridad Dominicas de la Presentación de la Santísima Virgen.

## Fundación de la Congregación
Al poco tiempo de estar Poussepin en Sainville se le unen un reducido número de jóvenes, que no disponían de medios de subsistencia, ella las ayuda enseñándoles a convivir cristianamente con los más respetados principios y a hacer de su vida un servicio para aquel que lo necesite, como hizo Jesucristo al morir en la cruz. Nace así la primera comunidad de Hermanas Dominicas, dedicadas al servicio de la caridad. Deciden que la Virgen María de la Presentación sea su patrona. 
A partir del mismo año 1696, Marie Poussepin inició las gestiones legales necesarias para lograr la aprobación oficial de la Congregación. Los trámites son largos y la Congregación parece un sueño muy lejano, pero finalmente se obtuvo en 1724.
Las constituciones de la Congregación, que ya ha comenzado a expandirse por distintas diócesis francesas, son autorizadas en 1738 por el obispo de Chartres. Este hecho significa el reconocimiento oficial de la congregación por parte de la Iglesia.
En su último testamento, Marie Poussepin, recomendó a las Hermanas tener un vivo celo por la instrucción de la juventud, el cuidado de los pobres enfermos, el espíritu de pobreza, el amor al trabajo. 
Marie Poussepin falleció en el convento de Sainville, el primero que se construyó el 24 de enero de 1744.

### Actualidad
Europa, América, Asia y África son los cuatro continentes en los que se ha difundido el mensaje de Marie Poussepin, 36 países acogen hoy la Congregación. Las hermanas, fieles al espíritu de su Fundadora, son conscientes de los grandes cambios sobrevenidos en la sociedad y en la variedad de los pueblos donde se insertan, viven al servicio de la caridad, en una diversidad de respuestas tan amplia como las necesidades del mundo. 
En escuelas, colegios, universidades como en talleres y centros de promoción y capacitación, las hermanas enseñan el mensaje del evangelio a niños, jóvenes y adultos, con preferencia por los más pobres; en pequeños dispensarios y centros de salud de la selva o la montaña, lo mismo que en grandes hospitales y clínicas de la ciudad, acogen la vida y la defienden, alivian el dolor, dan esperanza. Los ancianos, los niños sin hogar, los marginados sociales por la lepra, la drogadicción. 
En las grandes zonas de marginación urbana y rural del tercer mundo, las hermanas pertenecientes a esta congregación defienden los derechos humanos de los más débiles y están a su lado para compartir su suerte y luchar para lograr unas condiciones de vida dignas.

## Beatificación
Por su labor durante toda su vida al servicio de los demás, Marie Poussepin fue beatificada el 20 de noviembre de 1994 en Roma por su santidad el Papa Juan Pablo II; recibiendo el título de Apóstol Social de la Caridad. 
Este acto tuvo una gran importancia en toda la congregación ya que demostró la santidad y vida evangélica de Marie. La beatificación tiene como objetivo, proponerla como modelo de vida cristiana y santidad.